# Erwina Klippen
Erwina Klippen (zm. 9 listopada 1718, Wolin) – zamężna gospodyni domowa, zamieszkała w Wolinie. Zmarła w wieku 125 lat.